# Xyris straminea
Xyris straminea là một loài thực vật hạt kín trong họ Hoàng đầu. Loài này được Nilsson miêu tả khoa học đầu tiên năm 1891.